# Microtegeus alvarezi
Microtegeus alvarezi är en kvalsterart som beskrevs av Pérez-Íñigo 1969. Microtegeus alvarezi ingår i släktet Microtegeus och familjen Microtegeidae. Inga underarter finns listade i Catalogue of Life.